# Baumgarten (Perwang am Grabensee)
Pour les articles homonymes, voir Baumgarten.
Baumgarten est une localité autrichienne. Elle fait partie de la commune de Perwang am Grabensee du district de Braunau am Inn en Haute-Autriche.